# Michael Haller (Kirchenmusiker)

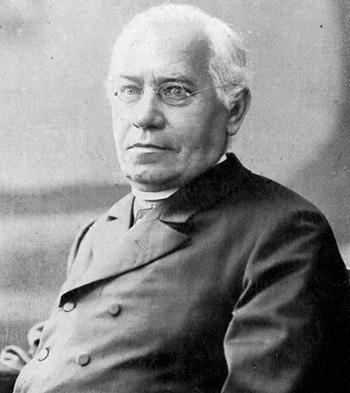
Kanonikus Michael Haller

Michael Georg Haller (* 13. Januar 1840 in Neusath bei Nabburg (Oberpfalz); † 4. Januar 1915 in Regensburg) war ein deutscher Kirchenmusiker und Komponist.

## Leben
Ab 1852 erhielt Haller seine erste musikalische Ausbildung als Klosterschüler in der Benediktinerabtei in Metten. 1860 begann er sein Theologiestudium im Priesterseminar in Regensburg. Nach seiner Priesterweihe 1864 wurde er Präfekt der Chorknaben-Schule (Dompräbende) in Regensburg. Diese Stellung ermöglichte den Gedankenaustausch mit Verfechtern des Cäcilianismus, wie etwa mit Joseph Schrems, bei dem er Kirchenmusik studierte, Franz Xaver Haberl und Carl Proske. Als Inspektor des Studienseminars wurde Haller 1867 Kapellmeister an der Alten Kapelle in Regensburg. Nach Gründung der Kirchenmusikschule in Regensburg lehrte Haller ab 1874 die Fächer Komposition und Kontrapunkt. 1882 bekleidete er kurzzeitig das Amt des Domkapellmeisters am Regensburger Dom und war damit auch Leiter der Regensburger Domspatzen. 1899 wurde er Stiftskanonikus am Kollegiatstift zur Alten Kapelle.

## Werk
Haller war ein Hauptmeister der Cäcilianer, „ein gediegener Kirchenkomponist“, „ein in allen Satteln gerechter Komponist“ und mitbeteiligt „an der Schaffung eines geläuterten, an den alten Meistern gewissenhaft geschulten Kirchenmusikstils“. Als für ihn charakteristisch werden bezeichnet die „sparsamen Melismen und der harmonische Zusammenklang“. Haller schuf vielfältige liturgische Kompositionen, wie zwei- bis achtstimmige Messen, Motetten und Kirchenlieder. Außerdem komponierte er einige Oratorien, Kantaten, weltliche Chöre und Lieder sowie Singspiele.

## Ehrungen
Papst Leo XIII. verlieh ihm den Orden Pro Ecclesia et Pontifice.
Die Universität Würzburg verlieh ihm die Ehrendoktorwürde (Dr. theol. h. c.).

## Werke

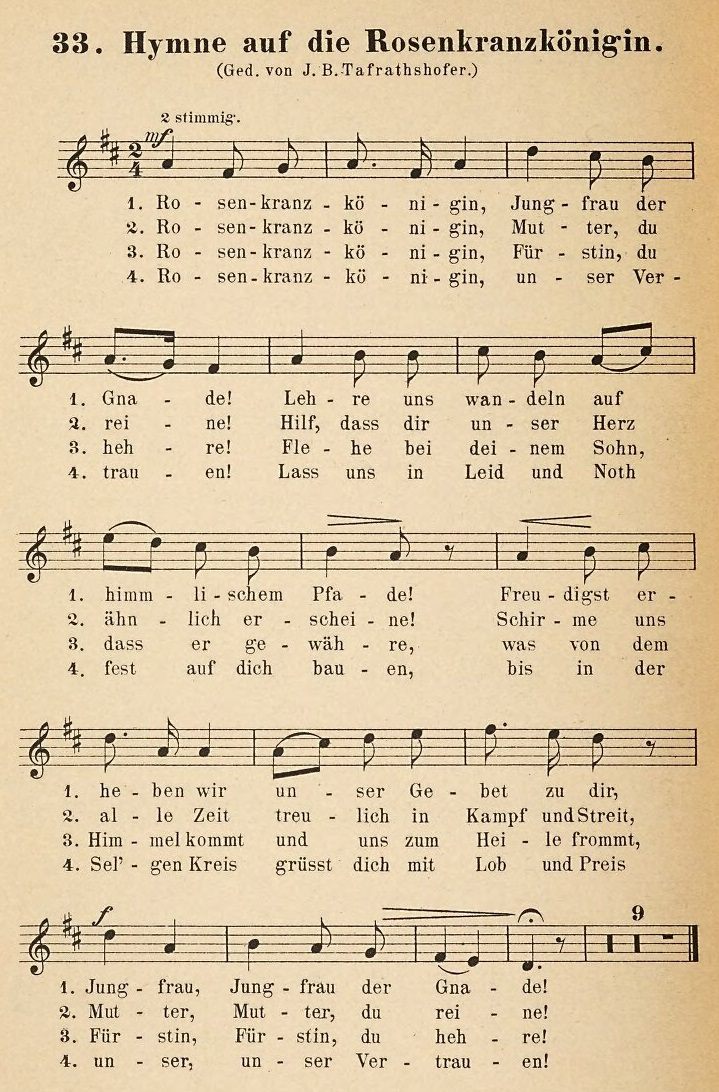
Rosenkranzkönigin aus dem Mariengarten

- Surrexit Pastor bonus, op. 2 Nr. 3, für SATTB. Berliner Chormusik-Verlag/Edition Musica Rinata, Berlin, 2006.
- Missa secunda, op. 5, für Sopran, Alt, Bariton und Orgel. B-Note Musikverlag, Bremen, 2008.
- Missa secunda, op. 5, für Sopran, Alt, Bariton und Orgel. Musica Rinata, Berlin, 2009.
- Missa tertia, op. 7a, für zwei gleiche Singstimmen und Orgel. B-Note Musikverlag, Bremen, 2012.
- Missa quinta Requiem für zwei gleiche Singstimmen und Orgel op. 9. B-Note Musikverlag, Bremen, 2011.
- Laudes eucharisticae, op. 10, für vier, fünf und sechsstimmigen Chor, Pustet-Verlag (Feuchtinger und Gleichauf, Regensburg), Regensburg
- Missa sexta, op. 13, für Sopran, Alt, Tenor, Baß. Carus-Verlag (Coppenrath, Altötting), Stuttgart
- Missa undecima in honorem Sancti Henrici imperatoris (5-stimmig), op. 24
- Missa solemnis zu sechs Stimmen
- Ave Maria, op. 60, Nr. 25 für Männerchor. Berliner Chormusik-Verlag, Berlin, 2006.
- Missa sexta decima, op. 62, Carus-Verlag (Coppenrath, Altötting), Stuttgart
- Weihnachtsweisen op. 70. 9. B-Note Musikverlag, Bremen, 2008.
- Missa septima decima in honorem Beatae Mariae Virginis ad veterem capellam Ratisbonae (5-stimmig), op. 65, V vocibus concinenda. MDCCCXCVI Ratisbonae, Neo-Eboraci et Cincinnati. (1896, Regensburg, New-York, Cincinnati) Verlag Friedrich Pustet in Regensburg, F.P. 1012
- Missa, op. 92 zu acht Stimmen
- Lieder, op. 111 (Weltlich)
- Streichquartett
- Mariengarten. 34 Lieder zur Verehrung der seligsten Jungfrau Maria, ein-, zwei- u. dreistimmig mit Begleitung des Pianoforte, Harmoniums oder der Orgel, op. 32. Verlag von Friedrich Pustet, Regensburg u. a. 1885. Darin das Lied Rosenkranzkönigin auf einen Text von Johann Baptist Tafrathshofer (1814–1889) und O Stern im Meere auf einen Text von Franz Alfred Muth. (Digitalisat der 2. Auflage 1892)
- Still ruht das Herz (Grablied von C. Fittig) für vierstimmigen Männerchor (Alfred Coppenrath, Regensburg)

## Veröffentlichungen
- Kompositionslehre für den polyphonen Kirchengesang (1891)
- Vademecum für den Gesangsunterricht (1876)
- Modulationen in den Kirchentonarten (in moderner Notierung mit Erläuterungen zu Studienzwecken)